# Cryptocreagris laudabilis
Cryptocreagris laudabilis är en spindeldjursart som först beskrevs av Clarence Clayton Hoff 1956.  Cryptocreagris laudabilis ingår i släktet Cryptocreagris och familjen helplåtklokrypare. Inga underarter finns listade i Catalogue of Life.